# 少年雀鬼-東-
『少年雀鬼-東-』（しょうねんじゃんき ひがし）は、中島徹による日本の漫画作品。『週刊少年サンデー』（小学館）、および『週刊少年サンデー増刊号』に掲載された。単行本は全6巻。

## 概要
中島の初連載作品。当初は読みきり短編として『週刊少年サンデー』に掲載され、その後『週刊少年サンデー増刊号』で1987年10月号から1990年11月号まで連載しつつ、平行して『週刊少年サンデー』にも不定期に掲載された。
麻雀で東を槓すれば必ず勝利する天才少年雀士、東槓が数々の強敵と麻雀勝負を繰り広げる麻雀漫画。主人公が「使うと必ず勝てる必殺技」を持っている、動物や歴史上の人物、童話の登場人物と卓を囲むこともあるなど、現実から飛躍した設定も多くギャグ要素が強い。また、既存の麻雀役に特定の牌を（ときには牌の並べ方まで含めて）組み合わせた、独自の役満が頻繁に登場する。こうした要素は、麻雀ギャグ漫画の草分けである片山まさゆきの『ぎゅわんぶらあ自己中心派』の影響が見られる。
作者が本作を描くことになったきっかけは、「少年誌で麻雀漫画を描くのは難しい」と考え抜いた末に、「少年漫画といえば必殺技が付きもの」というコンセプトを思いつき、「麻雀の必殺技といえば役満」、「必ず役満をあがれる技を作ればいい」、「東をカンすれば必ず役満をあがる」という設定が固定され、主人公の名前も「東槓」で決定した経緯がある。

## 主な登場人物

### 東家
東槓（ひがし かん）
本作の主人公。初登場時は中学1年生。中学生ながら麻雀の実力は確かで、イカサマに頼らず天和や地和で上がる強運を持ち、更に「字牌の東を槓すれば必ず役満で上がる」と言う必勝技を持つ。しかし卓を囲んだ面子が弱いと実力を全く発揮できず、同級生の間では最弱と思われている。
作者は当初、主人公の名前の振り仮名を「あずま かん」のつもりで設定したが、ネームを見せた際、振り仮名を書き忘れたために編集者に「ひがし かん」と読まれ、作者自身も「そっちの方が響きがいい」と判断したために現在の名前になった。また、ネームの時点で槓の顔が大人寄りであったため、編集者に「もう少し子供っぽく描くように」指示された経緯がある。
東暗刻（ひがし あんこう）
槓の父方の祖父。麻雀王位戦にその人ありと言われた名人。作中ではほとんど打たないが、実は「東を3枚揃えると必ず役満で上がる」必勝技を持つ。日本麻雀連盟副会長の一人。
作者は一番描きやすいキャラクターに暗刻を挙げており、仕事場で電球を暗刻に見立ててネタにしたことがある。
東一局（ひがし いっきょく）
槓の父。名人の息子ながら麻雀の腕は「下手の横好き」で、負けが込んでは父や息子に頭を下げて代打ちを頼んでいる。本業はサラリーマンで、課長職。
作者は当初、「メガネを取ると日本最強の雀士になる」という設定にしていたが、「ネームの時点でボツとなった」とのこと。
東明子（ひがし あきこ）
槓の母。プロのカジノディーラーで、中学生の息子がいるとは思えないほどの美人。
東単騎（ひがし たんき）
槓の曽祖父。作中で100歳の誕生日を迎えた。「東の単騎待ちで役満をあがる」という必殺技を持つ。
東明刻（ひがし みんこう）
暗刻の弟。
東雀（ひがし すずめ）
槓の祖母。「東と雀（一索）があると役満をあがる」という必殺技を持つ。暗刻の女癖の悪さに愛想をつかして家出中のため、終盤まで出番はなかった。

### 槓のクラスメート
友人A、B、C
昼休みなどに槓とカード麻雀を打っている、スキンヘッド、短髪、角刈りの男子中学生。いずれも名前は不詳。
牌原夕子（はいばら ゆうこ）
槓の3年時のクラスメート。瓶底メガネにおさげ髪、1本立ったアホ毛が特徴の、槓いわく「じいちゃん似」の女子中学生。占いクラブの部長で、彼女の占いはよく当たると評判。
槓のことを異常に慕い、交際を賭けた半荘で槓と交戦。占いをフォームにした麻雀で大車輪をツモあがりするなど強運を発揮する。だが、槓の必殺技により惜敗し、一度は交際を諦めるが、眼鏡をとった素顔に見惚れた槓が「自身が多牌した」という嘘で交際することになった。

### 主な対戦相手
原則として対戦は1回きりだが、その後の回で端役として顔出ししている者も少なくない。
流十三（ながれ じゅうぞう）
サラリーマン専門の勝負師。角刈りにひげ面の中年男性で、語尾に「〜タイ」と付けるのが特徴。第一話（読み切り短編）に登場したせいか、突飛な設定や能力は皆無で、対戦相手の中では比較的「普通」の雀士である。
ファントム・ルドルフ
プロ雀士志望のアメリカ人。金髪を短く刈り、サングラスをかけている。「南北戦争」「金門橋」「東北自動車道」と言った独自の役満を繰り出す。
南倍南（みなみ ばいあん）
賭け麻雀で雀荘の権利書を奪う雀荘荒らし。長髪に着流し姿の中年男性で、36歳独身。槓と同様に「南を絡めると必ず役満で上がる」と言う必勝技を持ち、槓を苦しめる。
後に彼を主人公としたスピンオフ作品『玄人のひとりごと』が『ビッグコミックオリジナル』（小学館）に連載され、本編以上の長寿作品となった。
十兵衛（じゅうべえ）
猿回しの猿。プロ雀士にも勝利したことがある凄腕の猿で、メガネをかけるとIQが上がる。女性に愛嬌を振りまく反面、都合が悪くなるとメガネを外したり、危険牌を頬袋に溜め込んだりと、かなり小賢しい性格。
青田道函（あおた どうかん）
ウルトラ麻雀大会の主催者が、参加者の優勝を阻止するために雇った雀士。海底で必ず上がる必勝技を持つ。
彼との対戦は、作中で唯一の前後編となった（「ひとつの大会が予選と決勝の2話構成」と言うパターンは他にも存在するが、半荘が2話にまたがっているのは、ウルトラ麻雀大会のみである）。
教頭
本名不詳。槓の中学の教頭で、元は国語教師。怒ると口調が漢文調になる。文化祭で槓のクラスが雀荘を出し物にしていたため、これを止めさせるために麻雀勝負を挑むが、勝負そのものはいつも他の教員に頼りきり。
媒尾（ばいお）
下の名前は不詳。槓の中学の理科教師で、麻雀倶楽部の顧問。常にレモンをかじっている。化学反応を利用したイカサマ麻雀を得意とする。
多門待隼人（たもんじ はやと）
槓の先輩に当たる中学3年生で、麻雀倶楽部の部員。寒さに強く、背中に氷を流し込まれると興奮する特異体質の持ち主。
花園春華（はなぞの はるか）
槓の先輩に当たる中学3年生で、麻雀倶楽部の部員。名前も容姿も口調も女性のようだが、れっきとした男性。三味線の師範でもあり、その容姿もあって弟子の女性たちから絶大な支持を受けている。得意技は「三味線」、すなわち虚言で相手を翻弄すること。
砂虎（さとら）
下の名前は不詳。槓の先輩に当たる中学3年生で、麻雀倶楽部の副部長。砂を卓にした砂場麻雀を得意とし、砂場に付いた牌の跡から相手の手を読むイカサマをやるほか、アリジゴクを操って不都合な牌を卓の砂場に沈めたり、この時代にはまだ珍しかった全自動麻雀卓のような自動配牌を行ったりする。
猫目石（ねこめいし）
下の名前は不詳。槓の先輩に当たる中学3年生で、麻雀倶楽部の部長。異様に夜目が利き、暗闇麻雀を得意とする。更に盲牌を防ぐため、麻雀牌以外のものを牌に使い、相手を圧倒する。
珍老頭（ちん ろうとう）
麻雀五輪ソウル大会の中国代表。麻雀牌の裏の肉眼では見えない傷や磨耗でガン牌すると言う、驚異的な眼力と記憶力の持ち主。

## 登場するローカル役
原則として登場するのは1回きり。役満か否かについては、役満と明記されているもののみ示す。
南北戦争（シビルウォー）
ファントム・ルドルフが使用。南と北、開戦年を示す1861と終戦年を示す1865を揃える。役満。
南北朝時代
槓がファントム・ルドルフ戦で使用。南と北、南朝と北朝が分裂した年を示す1336と合一した年を示す1392を揃える。役満。
西南戦争
槓がファントム・ルドルフ戦で使用。西と南、九州を示す九索、九萬、九筒を揃える。役満。
金門橋（ゴールデンゲートブリッジ）
ファントム・ルドルフが使用。123、345、567、789の4面子を作る。役満。
鳴門大橋
槓がファントム・ルドルフ戦で使用。雀頭が一筒の金門橋。一筒を鳴門の渦潮に見立てている。役満。
東北自動車道
ファントム・ルドルフが使用、後に槓もウルトラ麻雀大会予選で使用。東と北、車両のタイヤに見立てた二筒、四筒、六筒を揃える。役満。
頭隠して尻隠さず
槓が十兵衛戦で使用。索子を竹林に、2枚の中を猿の尻に見立て「竹林の中で尻だけ見せている猿」を表現。
作中では五索の入った混一七対子の型で、中を雀頭にした紅一点がこの役として認められるかは不明。
紅白歌合戦
十兵衛が使用。紅白を示す中と白、大晦日（1987年12月31日）を示す1987と1231を揃える。
ゆく年くる年
槓が十兵衛戦で使用。ゆく年（1987年12月31日）を示す1987と1231、くる年（1988年1月1日）を示す1988と11を揃える。
初日の出'88
槓が十兵衛戦で使用。新年（1988年）を示す88、日の出の方角を示す東、水平線を示す索子、太陽を示す一筒で「東の海から見える初日の出」を表現。

東北新幹線
槓がウルトラ麻雀大会予選で使用。東と北、新幹線の車両に見立てた一気通貫を揃える。
槓は一気通貫を六索と萬子で揃えチョンボを指摘されたが、六索はグリーン車を示していると言う理由で役を認められた。
東海道新幹線2階建てバージョン
槓がウルトラ麻雀大会予選で使用。東を雀頭に、123、456、789、234の4面子を揃える。2枚ずつある234の牌を上下に重ね、当時運行されていた新幹線の2階建て車両を表現。
青函トンネル
青田道函が使用。發の槓子で「青函」を、雀頭の一筒でトンネルの出入口を、一気通貫でトンネルの途中を表現。役満。
さらに手牌に東を持っていると眠くなる「東（トン）寝る」効果まである。
関門トンネル
役の解説のみ。青田道函の得意技。字牌＝「もじ」の槓子を含む。その他の配牌は不明（青函トンネルを發以外の字牌でカンしたものと推測される）。役満。
はつかり3号
槓が青田道函戦で使用。単なる3の三色同刻だが、青田がカンした「發」を「借り」た（ただし配牌には含まない）。役満。
北斗星1号
槓が青田道函戦で使用。北と東（斗）と西（星）、1を揃える。役満。
槓は雀頭を南で揃え、小四喜とも複合させている。

パンチパーマ
槓が髪王繁戦で使用。筒子でパンチパーマの縮れ毛を表現し、八萬（パーワン）を「パーマ」に引っ掛けている。
作中の配牌は、雀頭に八萬、面子は六筒、七筒、八筒、九筒の刻子4組。
（整髪料101）
槓が髪王繁戦で使用。役名は仮称。西と發で「整髪」、一萬、一筒、一萬で作中当時話題となった「育毛剤101」を表現。
（イタリア国旗）
麻雀五輪のイタリア代表が使用。役名は仮称。七対子に含まれる白、發、中をイタリア国旗に見立てている。役満（七対子との複合によるものかは不明）。
太陽とサボテンの国メキシコ
槓が麻雀五輪予選で使用。索子でサボテンを、一筒で太陽を表現。4倍役満。
作中の配牌は、雀頭に一筒、面子は東の槓子、二索、三索、四索が3枚ずつ。
フランクフルトソーセージ
麻雀五輪の西ドイツ代表が使用。一筒を底面に牌を7枚同じ向きに重ねたものを2組用意、その2組の底面を合わせた形に積む。向かい合った底面をナイフとフォークで切り開き、現れた一筒2枚をソーセージの断面に見立てている。役満。
一筒2枚で成立する、ある意味非常に恐ろしい役満。
ベルリンの壁
麻雀五輪の西ドイツ代表が使用。東4枚、七筒4枚、西4枚を揃える。七筒は銃をかたどっている。4倍役満。
作中（1988年9月 - 10月）当時は冷戦期で、ドイツは東と西に分断しており、ベルリンの街中にも東西を分ける壁が存在した。なおベルリンの壁が破壊されたのは、約1年後の1989年11月である。
万里の長城
麻雀五輪の中国代表が使用。東と西、一気通貫を揃える。5倍役満。
ソウル五輪日本金メダル独占
槓が麻雀五輪決勝で使用。1の三色同刻で「金メダル独占」を、五筒で「五輪」すなわちオリンピックを表現。10倍役満。
源平合戦
雲海が使用。三元牌で源氏、北（ペイ）で平氏を表現。
桃太郎
槓が雲海戦で使用。一筒で桃、一索でキジを表現。しかしイヌとサルが無く、役とは認められなかった様子。
瀬戸大橋
槓が雲海戦で使用。4の槓子で四国、中で対岸の中国地方、二索で橋を表現。
伊予柑
槓が泰山戦で使用。1の槓子と4の槓子。
五色そうめん
泰山が使用。東南西北中が1枚ずつと六索2枚、筒子（右上に筒模様のある牌）が確認できる。
坊ちゃん三色だんご
槓が泰山戦で使用。白發中が1枚ずつと三筒3枚、三萬1枚が確認できる。
闘牛
泰山が使用。東と西、牛に見立てた九萬2枚を揃える。
四国カルスト
槓が泰山戦で使用。牌を麻雀卓に埋め込み、カルスト大地を表現。「バラバラの手」から作っており、牌の内容は問わないらしい。
四万十川
青龍が使用。四萬（四万）、東（十）、六索（川）を揃える。
作中では四萬、東、六索が4枚ずつと白1枚が確認でき、残り1枚は不明。4枚使い可の七対子と思われる。
龍河洞
槓が青龍戦で使用。一筒で出入り口、索子で鍾乳石を表現。
三索と八索が4枚、一筒と七索が2枚確認でき、残り2枚は不明。
海亀の玉子もなか
鶴林が使用。一筒2枚（3枚？）、二筒3枚、三筒1枚が確認できる。
元ネタは徳島県日和佐の銘菓。
四国麻雀巡礼大成就
槓が鶴林戦で使用。4の三色同刻で四国、中と白で大成就を祝う紅白を表現。四暗刻込みでトリプル役満。
（舞妓の化粧）
歌奴が使用。役名は仮称。舞妓のおしろいを示す白と、紅を示す中とが入った役。役満。
作中の配牌は、白と中1枚ずつのメンホン。
天の橋立て
歌奴が使用。股のぞきでも役が読み取れる。その他の正確な定義は不明。
作中の配牌は雀頭に八筒、面子は六筒、二筒、二索、八策の刻子。六筒が上下対称ではなく、また橋を表現するため、牌を横倒しにしている。
三十三間堂
槓が歌奴戦で使用。1と2を4枚ずつ、3と4を3枚ずつ揃える。14枚の配牌で牌の数字の合計が33になる組み合わせである（作中ではこの一通りしかないと書かれているが、11112222333345でも成立する）。
なお作中では萬子のみで揃えており、対戦相手の歌奴は配牌を見て蒼白になっていた。
京都タワー
槓が歌奴戦で使用。中1枚、二索3枚、三索2枚が確認できる。また3巻裏表紙でも、ほぼ同じ構図で中1枚、一萬3枚、二萬2枚（3枚？）が確認できる。
大文字焼き
槓が歌奴戦で使用。赤色の入った牌を大の字に並べる。その他の正確な定義は不明。
作中の配牌は一萬と四萬が3枚、八萬と中が4枚。
砺波のチューリップ
越後獅子丸が使用。東と南で「砺波」、中でチューリップを表現。
黒四ダム
槓が越後獅子丸戦で使用。くろよん、すなわち9と6と4を揃える。

かまくら
サンタクロースが使用。中1枚の三方を白4枚で囲み、かまくらの中の火鉢を表現。
紀州みかん
関西のドラゴンが使用。一筒2枚（3枚？）、二筒3枚、三筒2枚が確認できる。
飛鳥の石舞台
槓が関西のドラゴン戦で使用。牌を石舞台古墳のように積む。
詳細な配牌は不明だが、北、二萬、白？、發、筒子が確認できる。
鷲のマークの大正の大三元
槓が白中薬局戦で使用。一索を鷲に見立てている。
「ワシのマークの大正製薬」は当時の大正製薬のキャッチコピー。この役に対する一連のやりとりは、大正製薬の栄養ドリンク剤「リポビタンD」のCMのパロディである。
青いサンゴ礁
“若大将”加山が使用。青を示す發と、サンゴを示す3と5を揃えた七対子。
ポセイドン神殿
槓が“若大将”加山戦で使用。四索、六索、九索をギリシア建築の神殿の柱に見立て、ギリシャのスニオン岬に残る古代建築ポセイドン神殿を表現。
NASA
NASAのホワイト少佐が使用。7と3の七対子。
やっぱり地球は青かった
槓がNASA戦で使用。一筒を地球に見立て、残りを青い字牌（發を含む）で揃える。
役名は、人類初の宇宙飛行を成功させたソビエト連邦の宇宙飛行士、ユーリイ・ガガーリンの有名な言葉から。
日米ソ友好麻雀
ソ連のシャトル機長が使用。一筒を日の丸に、三索をソ連の「ソ」に、六索を横にして星条旗の横縞に見立てている。
星条旗の星がないことをホワイト少佐に突っ込まれたが、宇宙空間に浮かぶ星を星条旗の星に見立てたことで役を認められた。
スペースシャトル
槓が日米ソ宇宙麻雀で使用。14枚の配牌でシャトルの軌道船を表現。先頭部は一筒1枚、後部の噴射孔は一筒3枚、両翼と尾翼は二索3枚を使い、細部まで表現している。
球磨焼酎
北条槍志が使用。九萬で「球磨」、小三元の中で「焼酎」を表現。
阿蘇山大噴火
槓が麻雀連盟会長決定戦で使用。火口に見立てた一筒の周囲に他の牌を立てかけ阿蘇山を、中4枚で溶岩を表現。
五島列島
北条槍志が使用。5を集める。その他の正確な定義は不明。

東槓君、奇跡の生還
槓が閻魔大王戦で使用。自身の名前である東の槓子と、生還を示す西の槓子、さらにラッキーセブンを示す七索、七筒、七萬を揃える。
相撲四十八手
槓が千代の武士戦で使用。1234を3枚ずつ、9を2枚揃える。牌の数字の合計が48である。
作中では槓の勝利を阻止すべく、「相撲の決まり手は実際には70近くある」と物言いがついて役とは認められなかった。
東西三役揃い踏み
槓が千代の武士戦で使用。東と西、三役を示す白、發、中を揃える。
作中の配牌は東4枚、白發中3枚ずつ、西1枚（残り1枚は西と推測される）。2倍役満といわれているので、これ自体は役満とは認められていないようである。
二・二・六事件
東単騎が使用。色Aの2と色Bの2、6を揃える。
作中では残りの配牌がバラバラだったため、チョンボとなった。元ネタは1936年2月26日に日本で起きた、クーデター未遂事件。
加賀百万石
徳川家康が使用。萬子の清一色で、数字の合計を100（萬）以上にする。点数は、役名通り100万点。
作中では全く解説されていないが、実在するローカル役で役満。作中の配牌は、二萬2枚、七萬4枚、八萬4枚、九萬4枚が確認できる。

大阪花の万博
大阪PM学園代表が使用。略称の「花博」を表す8と7と白を揃える。役満。
花博ウォーターライド脱線
槓が麻雀甲子園決勝戦で使用。レールに見立てた四索の上にウォーターライドに見立てた牌を乗せ、脱線事故を表現。ダブル役満。
元ネタとなった事故は、1990年4月2日に発生している。

## 書籍情報
- 少年サンデーコミックス（小学館）
  1. ISBN 4-09-122091-6
  2. ISBN 4-09-122092-4
  3. ISBN 4-09-122093-2
  4. ISBN 4-09-122094-0
  5. ISBN 4-09-122095-9
  6. ISBN 4-09-122096-7